# Something Magic
Albums de Procol Harum
Procol's Ninth
(1976) The Prodigal Stranger
(1991)
Singles
1. Wizard Man
Sortie : février 1977

Something Magic est le neuvième album studio du groupe britannique de rock Procol Harum. Il est sorti en 1977 sur le label Chrysalis Records.

## Histoire
À la suite du départ de Alan Cartwright (en), l'organiste Chris Copping (en) reprend la place de bassiste qu'il avait occupée à son arrivée au sein du groupe, en 1969. Peter Solley le remplace comme claviériste, même si son instrument de prédilection est un synthétiseur Yamaha et non l'orgue Hammond caractéristique du son de Procol Harum.
Something Magic est le premier album de Procol Harum qui n'est pas enregistré au Royaume-Uni, mais aux États-Unis. Le groupe jette son dévolu sur les studios Criteria de Miami, utilisés par des artistes à succès comme les Bee Gees ou les Eagles. Les frères Ron et Howie Albert, ingénieurs du son attitrés des studios Criteria, sont engagés pour coproduire l'album, mais ils rejettent plusieurs des compositions proposées par Gary Brooker.
Une longue suite de près de vingt minutes, The Worm and the Tree, occupe toute la deuxième face du disque. Brooker y récite une fable allégorique de Keith Reid (en) sur un accompagnement musical orchestral.
À sa sortie, Something Magic connaît des ventes décevantes. Sa tournée de promotion voit Procol Harum se produire au Royaume-Uni et aux États-Unis. Copping quitte le groupe pendant la tournée et il est remplacé par Dee Murray, l'ancien bassiste d'Elton John, pour les dates américaines. Procol Harum se sépare à la fin de cette tournée, en mai 1977.

## Fiche technique

### Chansons
Toutes les paroles sont écrites par Keith Reid (en), toute la musique est composée par Gary Brooker, sauf mention contraire.
| 1. | Something Magic      |                   | 3:37 |
| 2. | Skating on Thin Ice  |                   | 4:49 |
| 3. | Wizard Man           |                   | 2:41 |
| 4. | The Mark of the Claw | Mick Grabham (en) | 4:39 |
| 5. | Strangers in Space   |                   | 6:08 |

| 6. | The Worm and the Tree, Part 1: Introduction / Menace / Occupation | 7:50 |
| 7. | The Worm and the Tree, Part 2: Enervation / Expectancy / Battle   | 5:29 |
| 8. | The Worm and the Tree, Part 3: Regeneration / Epilogue            | 5:21 |

La réédition parue chez Salvo Records en 2009 inclut trois chansons supplémentaires :
| 9.  | Backgammon (face B du single Wizard Man) | 3:23 |
| 10. | This Old Dog                             | 4:44 |
| 11. | You'd Better Wait                        | 3:41 |

### Musiciens
- Gary Brooker : chant, piano
- Chris Copping (en) : basse
- Mick Grabham (en) : guitare
- Keith Reid (en) : paroles
- Peter Solley : orgue Farfisa, synthétiseur
- B. J. Wilson : batterie